# Peter Zoisl
Peter Zoisl (* 30. Oktober 1931 in Kowald bei Voitsberg; † 25. Juni 2003 in Voitsberg) war ein österreichischer Bergmann, Betriebsrat, Gewerkschafter und Politiker (SPÖ).
Vom 3. November 1971 bis zum 15. Jänner 1981 gehörte er dem steirischen Landtag in drei Gesetzgebungsperioden als Landtagsabgeordneter an.

## Leben
Peter Zoisl wurde am 30. Oktober 1931 als drittes Kind von Maria und Peter Zoisl in der bäuerlichen Bergbaugemeinde Kowald bei Voitsberg geboren. Von 1938 bis 1946 besuchte er die Volks- und die Hauptschule in Voitsberg und trat in weiterer Folge 1946 als Berglehrling in die Werkschule der Graz-Köflacher Eisenbahn- und Bergbaugesellschaft (GKB) ein. Nachdem er die Schule 1949 mit Erfolg abgeschlossen hatte, wurde er in den aktiven Bergmannstand der GKB übernommen. Schon früh engagierte er sich in der Gewerkschaft und im Betriebsrat und stieg im Jahre 1964 vom Betriebsrat zum Betriebsratsobmann der Grube Karlschacht (Rosental an der Kainach) auf. 1959 hatte er Hermine Auer geheiratet, mit der er drei Kinder bekam.
Das Mitglied des Voitsberger Gemeinderates (seit 1965) trat am 3. November 1971 als Nachrückung für Karl Klancnik in den steirischen Landtag ein und gehörte diesem in weiterer Folge über neun Jahre lang bis zu seinem Austritt am 15. Jänner 1981 in insgesamt drei Gesetzgebungsperioden (VII., VIII. und IX. Gesetzgebungsperiode) an. Hierbei war er Mitglied des Kontrollausschusses und Ersatzmitglied des Verkehrswirtschaftlichen Ausschusses sowie des Landwirtschaftsausschusses. Nach seinem Ausscheiden aus der Landespolitik konzentrierte er sich wieder auf seine kommunalpolitische Tätigkeit und die Funktionen in der Gewerkschaft. 1990 schied er aus dem Voitsberger Gemeinderat und zog sich in weiterer Folge aus der Politik zurück.
Am 25. Juni 2003 starb Zoisl im Alter von 71 Jahren in Voitsberg und wurde am 30. Juni 2003 am Stadtfriedhof Voitsberg beigesetzt.